# جوليا كوهين
جوليا كوهين (بالإنجليزية: Julia Cohen)‏ مواليد 23 مارس 1989 في فيلادلفيا، هي لاعبة كرة مضرب أمريكية بدأت مسيرتها كمحترفة سنة 2003 تلعب باليد اليمنى. أعلى تصنيف لها في الفردي كان 97. أعلى تصنيف لها في الزوجي كان 121.

## النهائيات

### الفردي: 1 (0–1)
| الحصيلة | الرقم | التاريخ        | الدورة             | الأرضية | المنافس           | النتيجة  |
| ------- | ----- | -------------- | ------------------ | ------- | ----------------- | -------- |
| الوصافة | 1.    | يوليو 28, 2012 | كأس باكو، أذربيجان | صلبة    | بوجانا جوفانوفسكي | 3–6, 1–6 |

## روابط خارجية
- جوليا كوهين على موقع رابطة محترفات التنس (الإنجليزية)
- جوليا كوهين على موقع الاتحاد الدولي لكرة المضرب (الإنجليزية)
- جوليا كوهين على موقع إي إس بي إن.كوم (الإنجليزية)